# جاك وايت (لاعب كرة مضرب)
جاك وايت (بالإنجليزية: Jack Waite) هو لاعب كرة مضرب أمريكي، ولد في 1 مايو 1969 في ماديسون في الولايات المتحدة.

## وصلات خارجية
- جاك وايت على موقع رابطة محترفي التنس (الإنجليزية)
- جاك وايت على موقع الاتحاد الدولي لكرة المضرب (الإنجليزية)
- جاك وايت على موقع خلاصة التنس.كوم (الإنجليزية)